# Agnes Brown
Agnes Henderson Brown, també coneguda com Nannie Brown (12 d'abril del 1866 - 1 de desembre del 1943) fou una sufragista i escriptora escocesa, una de les «Brown Women» que caminà d'Edimburg a Londres el 1912, i una de les primeres dones ciclistes d'Escòcia. Va repetir-ne la caminada, des de John o' Groats. Fou fundadora de l'Institut Rural de Dones Escoceses.

## Biografia
Agnes Brown nasqué a Edimburg el 1866, filla de William ("Durie") Brown (1858-1921) i Jessie Wishart Henderson. La família vivia en el Princes Street, enfront del Castell d'Edimburg. Son pare era un activista dels drets de les dones. Per la seua oposició als impostos que diferenciaven entre gèneres el tancaren a la presó de Calton. Son pare dirigia fruiteries de William Brown & Sons. Va escriure un llibre sobre el seu activisme.
Agnes Brown era activista de la Lliga de la Llibertat de les Dones, una organització sufragista creada el 1907 en resposta a l'autocràcia de les «Pankhursts». S'oferí voluntària per a ser una de les «Brown Women», així anomenades pels abrics marrons que portaven a les caminades. Va ser idea de Florence de Fonblanque i d'ella. Agnes Brown i altres quatre persones, inclosa Sarah Benett, van eixir d'Edimburg el 1912 per a caminar fins a Londres. Mentre viatjaven van ajuntar signatures per a una petició pels drets de les dones. Van seguir la ruta de l'A6 i se'ls van unir unes altres al llarg del camí. Un dia, prop de Berwick-upon-Tweed, foren rebudes pel membre del parlament local. Van arribar a Londres el 16 de novembre, al metro de Trafalgar Square van entrar amb música. Rosalie Gardiner Jones era partidària de les «Pankhursts», i va organitzar caminades als Estats Units semblants a les de les «Brown Women». Una de les caminades de sufragi de Jones fou a Albany (Nova York), al desembre del 1912.
Amb un pare que havia estat presoner polític, va donar suport a la idea que els hòmens poguessen ser membres de la Lliga de la Llibertat de les Dones. El 1913 un grup d'hòmens professionals no va aconseguir reunir-se amb Asquith per a discutir l'ampliació dels vots a les dones. Aquest grup creà la Northern Men's Federation for Women's Suffrage (Federació d'Hòmens del Nord per al Sufragi Femení») i Agnes s'oferí per ser-ne secretària.

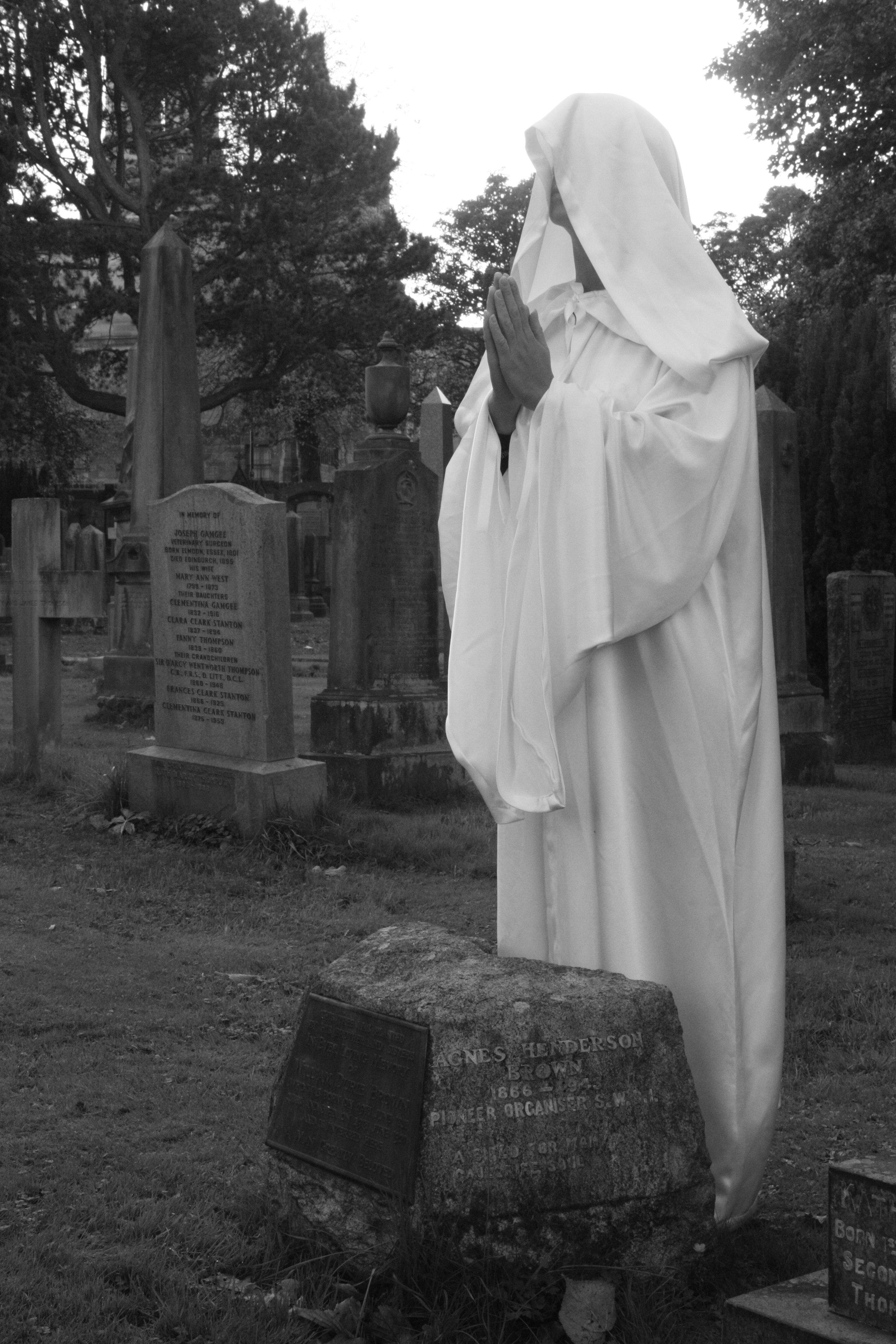
Tomba d'Agnes Brown, al Dean Cemetery

El 1917 fou organitzadora de zona en la primera reunió dels Instituts Rurals de les Dones Escoceses, però amb el temps les eliminà de l'organització la Junta d'Agricultura d'Escòcia. El 1918 fou cofundadora de l'Associació de Ciutadanes d'Edimburg, una de les moltes Associacions de Ciutadanes d'Edimburg que es crearen per a educar les noves votants. Altres membres n'eren Sarah Siddons, Lillias Tait Mitchell i Agnes Syme Macdonald.
Brown va escriure articles i obres de teatre i va participar en societats com l'Edinburgh Dickens Fellowship; aprengué a escriure a màquina i a muntar amb bicicleta.
Brown va morir l'1 de desembre del 1943 i fou soterrada amb els seus pares al Cementeri de Dean en l'oest d'Edimburg. La Societat Escocesa de Saltira publicà el seu obituari en la Comunitat de Dones Destacades d'Escòcia el 2014-2015.(3)